# Deutscher Pazifistischer Studentenbund
Der Deutsche Pazifistische Studentenbund (D.P.St.) war eine parteiübergreifende politische Studentenorganisation der Zwischenkriegszeit. Er wurde im Oktober 1920 auf dem Deutschen Pazifistenkongress in Braunschweig gegründet und setzte sich für die Versöhnung mit den einstigen Kriegsgegnern und für internationale Zusammenarbeit ein. 
Die Zentren des D.P.St. lagen hauptsächlich an den größeren Universitäten wie Berlin, Frankfurt/Main, Köln sowie zeitweise Hamburg. In vielen kleineren Hochschulen war der Bund dagegen vielfach nur zeitweise vertreten; häufig engagierten sich die wenigen Einzelmitglieder in anderen Linksgruppen innerhalb der Studentenschaft. Engere und dauerhafte Kooperationen gab es vor allem mit dem Reichsbund Deutscher Demokratischer Studenten und der Sozialistischen Studentenschaft sowie mit Gruppen der katholischen und evangelischen Friedensbewegung. 
Bei den alljährlichen AStA-Wahlen erzielte der D.P.St. wie die meisten Linksgruppen nur geringe Erfolge und konzentrierte seine Arbeit daher wesentlich auf Vortrags- und Propagandaveranstaltungen etwa zu den Themen Kriegsdienstverweigerung, Völkerrecht und Völkerbund. Einzelne, besonders grenznah gelegene Gruppen wie in Breslau, Königsberg oder Freiburg pflegten zudem enge Kontakte zu polnischen oder französischen Hochschulen.
Die Organisation war Mitglied des Deutschen Friedenskartells und kooperierte mit weiteren Organisationen wie z. B. der Deutschen Liga für Völkerbund, der Internationalen Arbeiterhilfe und der Liga gegen Kriegsgreuel und Imperialismus.